# 拉科特圣安德烈
拉科特圣安德烈（法語：La Côte-Saint-André，法語發音：[la kot sɛ̃t‿ɑ̃dʁe]），法国东南部城市，奥弗涅-罗讷-阿尔卑斯大区伊泽尔省的一个市镇，隶属于维埃纳区，其市镇面积为27.93平方公里，2022年1月1日时人口数量为4,793人，在法国城市中排名第2,287位。
拉科特圣安德烈位于伊泽尔省西部，是一个区域性的中心城市，多条公路在此交汇。法国作曲家埃克托·柏辽兹出生于拉科特圣安德烈。

## 地名来源
根据当地官方网站的论述，拉科特圣安德烈最初在中世纪的一份文件中以拉丁语“Santi Andréa da Costa”的形式被记载，后被转写为“Costa sancti Andreæ”。法国大革命期间，因“Saint-André”带有宗教色彩，当地名称一度被共和派更名为“La Côte-Bonne-Eau”。
此外，因翻译标准不同，“La Côte Saint-André”在部分汉语资料中又被译为拉科特-圣安德烈、拉科特-圣安德列、圣安德烈坡及圣安德烈山坡。

## 历史

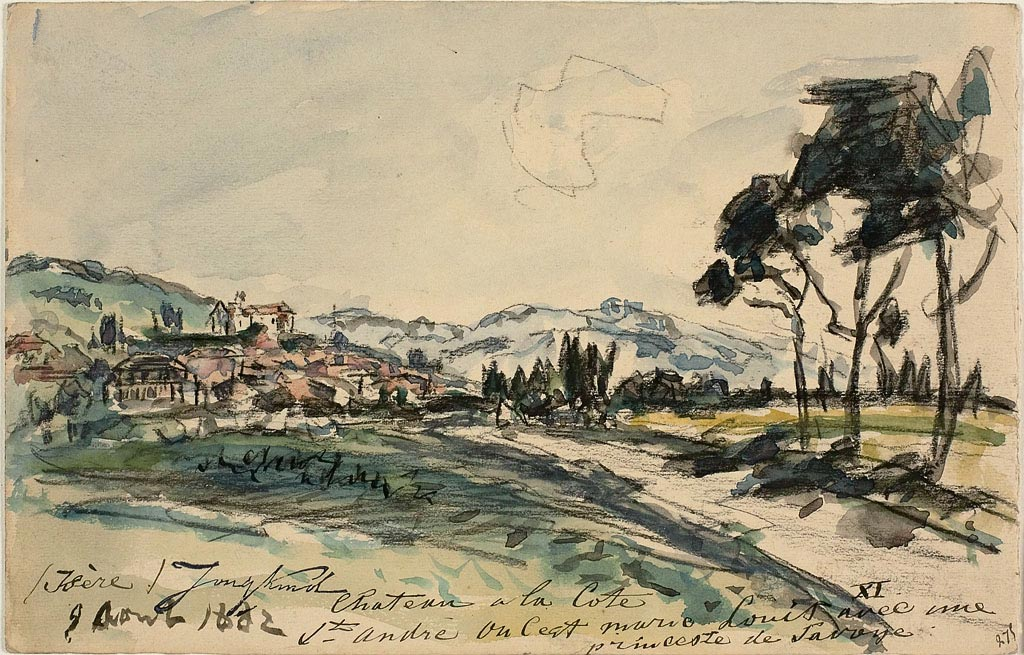
19世纪的拉科特圣安德烈（绘画）

拉科特圣安德烈的早期历史尚不清楚，当地在古典时期以前为阿洛布罗基人的活动范围。中世纪初，拉科特圣安德烈曾长期为维埃纳伯国的一部分，中世纪中期曾一度萨伏伊伯爵控制，一条商业道路可能从拉科特圣安德烈通过，当地逐渐形成农业商贸集市。萨瓦伯爵菲利普一世曾于1273年在此修建城堡。14世纪时，拉科特圣安德烈被多菲内公爵购买，其城堡在16世纪的宗教战争期间遭到严重破坏。法国大革命后，拉科特圣安德烈成为伊泽尔省的一个市镇。19世纪末，西部多菲内地方铁路的一条铁路线通过拉科特圣安德烈，该铁路因设施老化而于1935年废弃，原有的路线被公路代替。拉科特圣安德烈烈士纪念碑建于1922年8月，后于2003年被列入法国国家文物保护单位。自1994年起，法国文化部联合拉科特圣安德烈政府每年夏季在当地举办“柏辽兹音乐节”。

## 地理

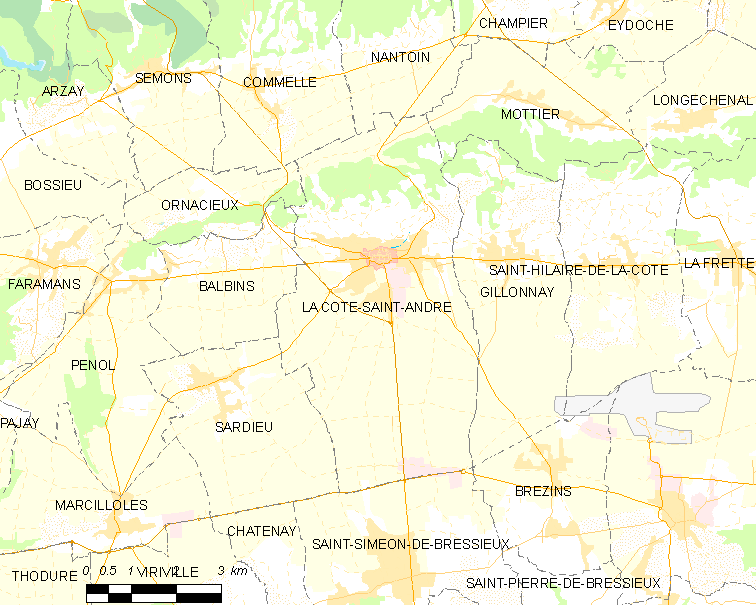
拉科特圣安德烈市镇范围地图

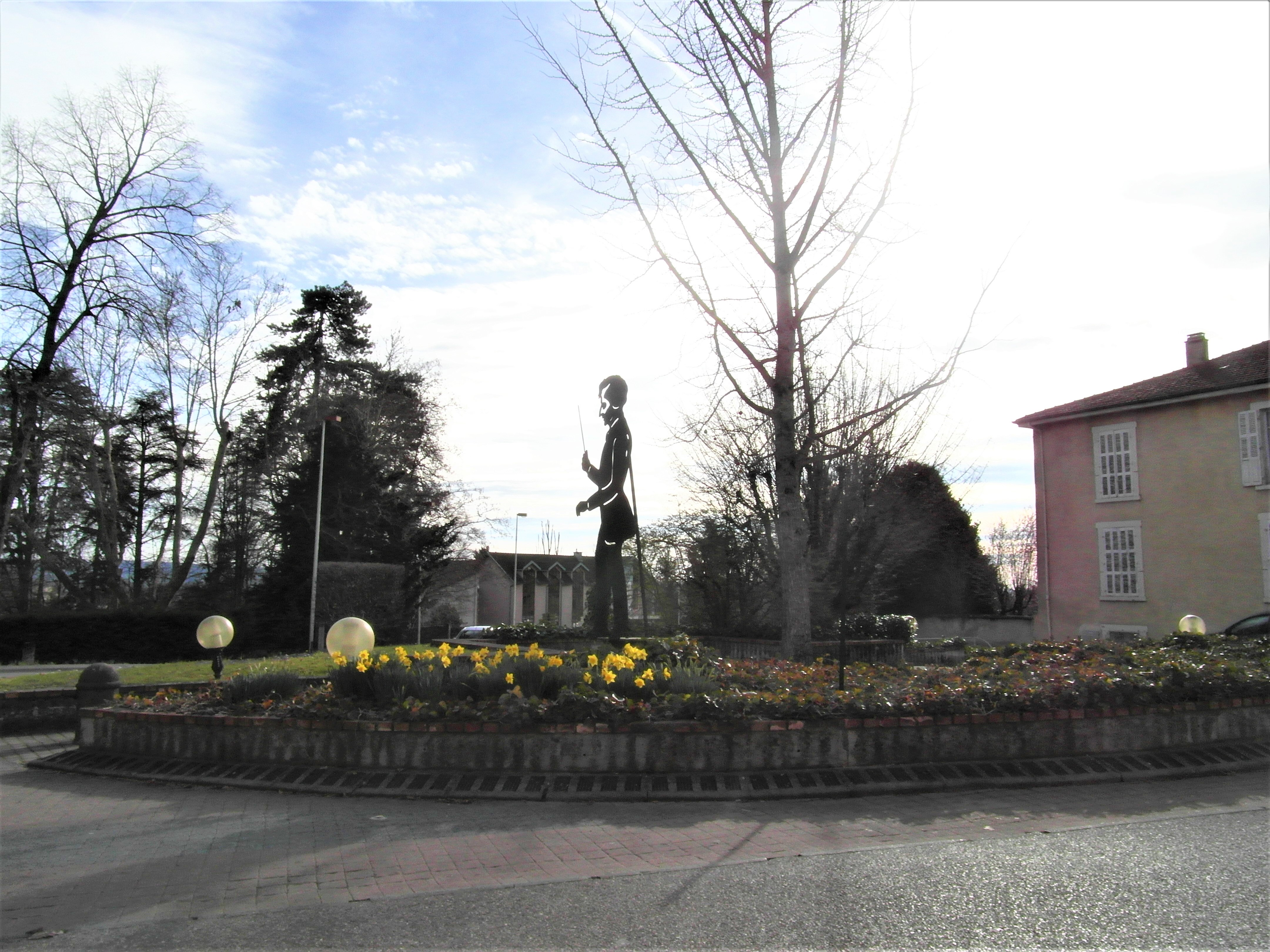
拉科特圣安德烈的一处街心花园

拉科特圣安德烈位于法国东南部，奥弗涅-罗讷-阿尔卑斯大区中南部和伊泽尔省西部偏北，距离省会格勒诺布尔大约51公里。与拉科特圣安德烈接壤的市镇包括：波特德博讷沃、莫捷、奥尔纳雪-巴尔班、萨尔迪约、日约奈和圣西梅翁德布雷雪。

### 地形
拉科特圣安德烈位于比耶夫尔平原腹地，境内以丘陵和平原为主，市镇中心地势较为平坦，北侧为博讷沃丘陵，全境海拔在335到582米之间。

### 水文
拉科特圣安德烈位于罗讷河流域，其市镇范围内无大型天然地表径流分布，比耶夫河（Bief）是一条水量极小的溪流，其自北向南流经镇中心后被人工截断，是当地地下水层的水源补给之一。

### 植被
拉科特圣安德烈属于温带阔叶混交林区，镇中心的阿利韦公园（Parc d'Allivet）及城市花园（Jardin de Ville）是当地主要的城市绿地，市区北部为博讷沃森林。
在鲜花城市的评比中，拉科特圣安德烈被评为1星级鲜花城市。

### 气候
拉科特圣安德烈在柯本气候分类法中属于带有大陆性特征的温带海洋性气候。
拉科特圣安德烈境内设有气象站，以下为该气象站的数据（其中日照数据取自格勒诺布尔机场气象站）：
| 拉科特圣安德烈 1981年－2019年 | 拉科特圣安德烈 1981年－2019年 | 拉科特圣安德烈 1981年－2019年 | 拉科特圣安德烈 1981年－2019年 | 拉科特圣安德烈 1981年－2019年 | 拉科特圣安德烈 1981年－2019年 | 拉科特圣安德烈 1981年－2019年 | 拉科特圣安德烈 1981年－2019年 | 拉科特圣安德烈 1981年－2019年 | 拉科特圣安德烈 1981年－2019年 | 拉科特圣安德烈 1981年－2019年 | 拉科特圣安德烈 1981年－2019年 | 拉科特圣安德烈 1981年－2019年 | 拉科特圣安德烈 1981年－2019年 |
| 月份                          | 1月                           | 2月                           | 3月                           | 4月                           | 5月                           | 6月                           | 7月                           | 8月                           | 9月                           | 10月                          | 11月                          | 12月                          | 全年                          |
| ----------------------------- | ----------------------------- | ----------------------------- | ----------------------------- | ----------------------------- | ----------------------------- | ----------------------------- | ----------------------------- | ----------------------------- | ----------------------------- | ----------------------------- | ----------------------------- | ----------------------------- | ----------------------------- |
| 历史最高温 °C（°F）           | 16.5 (61.7)                   | 22 (72)                       | 26.5 (79.7)                   | 29 (84)                       | 32.5 (90.5)                   | 38 (100)                      | 39 (102)                      | 41 (106)                      | 33 (91)                       | 28.7 (83.7)                   | 24.8 (76.6)                   | 20 (68)                       | 41 (106)                      |
| 平均高温 °C（°F）             | 6.1 (43.0)                    | 8 (46)                        | 12.3 (54.1)                   | 15.7 (60.3)                   | 20.5 (68.9)                   | 24.3 (75.7)                   | 27.5 (81.5)                   | 27.1 (80.8)                   | 22.5 (72.5)                   | 17.3 (63.1)                   | 10.4 (50.7)                   | 6.5 (43.7)                    | 16.5 (61.7)                   |
| 日均气温 °C（°F）             | 2.5 (36.5)                    | 3.9 (39.0)                    | 7.2 (45.0)                    | 10 (50)                       | 14.6 (58.3)                   | 18 (64)                       | 20.6 (69.1)                   | 20.2 (68.4)                   | 16.3 (61.3)                   | 12.4 (54.3)                   | 6.5 (43.7)                    | 3.2 (37.8)                    | 11.3 (52.3)                   |
| 平均低温 °C（°F）             | −1.1 (30.0)                   | −0.3 (31.5)                   | 2 (36)                        | 4.3 (39.7)                    | 8.7 (47.7)                    | 11.7 (53.1)                   | 13.6 (56.5)                   | 13.2 (55.8)                   | 10.2 (50.4)                   | 7.4 (45.3)                    | 2.6 (36.7)                    | −0.1 (31.8)                   | 6 (43)                        |
| 历史最低温 °C（°F）           | −24 (−11)                     | −21.2 (−6.2)                  | −13.7 (7.3)                   | −6 (21)                       | −2.4 (27.7)                   | 1.6 (34.9)                    | 4 (39)                        | 2.5 (36.5)                    | 0 (32)                        | −6 (21)                       | −11 (12)                      | −21 (−6)                      | −24 (−11)                     |
| 平均降水量 mm（）             | 55.6 (2.19)                   | 46.6 (1.83)                   | 58.1 (2.29)                   | 77.6 (3.06)                   | 92.9 (3.66)                   | 68.9 (2.71)                   | 57.5 (2.26)                   | 62.1 (2.44)                   | 98.9 (3.89)                   | 103.6 (4.08)                  | 86.9 (3.42)                   | 64 (2.5)                      | 872.7 (34.36)                 |
| 月均日照時數                  | 95                            | 111.7                         | 169.8                         | 183                           | 219.2                         | 255.4                         | 289.8                         | 255.5                         | 193.1                         | 137.5                         | 84.5                          | 71.6                          | 2,066.1                       |
| 来源：infoclimat.fr           |                               |                               |                               |                               |                               |                               |                               |                               |                               |                               |                               |                               |                               |

## 行政区划
拉科特圣安德烈的市镇编号为38130，邮政编号为38260。
在行政管理方面，拉科特圣安德烈隶属于法国奥弗涅-罗讷-阿尔卑斯大区伊泽尔省维埃纳区；在地方选举方面，拉科特圣安德烈是比耶夫尔县的中央投票站所在地，其市镇范围全境被划入伊泽尔省第七选区；在社会管理方面，拉科特圣安德烈是比耶夫尔-伊泽尔市镇公共社区的组成部分。
截至2023年2月，拉科特圣安德烈市镇范围内暂无城市敏感街区及城市政策优先街区。
法国国家统计与经济研究所（简称）在进行数据统计时，将拉科特圣安德烈及相邻的另外一个市镇设为拉科特圣安德烈城市核心区（Unité urbaine de La Côte-Saint-André）及拉科特圣安德烈城市区（Aire urbaine de La Côte-Saint-André）。自2020年起，拉科特圣安德烈城市区被包含8个市镇的拉科特圣安德烈城市辐射区代替。此外，还将拉科特圣安德烈市镇整体看作一个“块区”（IRIS），以便于统计人口分布情况。

## 交通

### 公路
伊泽尔省省道D71线、D73线、D157线、D518线和D519线在拉科特圣安德烈境内交汇。奥弗涅-罗讷-阿尔卑斯大区下属的城际客运提供巴士线路，可前往维埃纳及格勒诺布尔。
| 12 | 40 |

| 9 | 20 |

| 格勒诺布尔 | 55 |

| 瓦龙 | 32 |

| 维埃纳 | 41 |

| 博尔派尔 | 19 |

| 布尔关雅略 | 27 |

| 圣让德布尔奈 | 19 |

2019年，69.3%的拉科特圣安德烈家庭拥有至少一辆私人汽车。2019年，拉科特圣安德烈境内共发生各类交通事故9起，造成18人受伤，其中7人重伤。

### 铁路
距离拉科特圣安德烈最近的运营中的客运铁路车站为位于13公里外的大朗斯站，该站停靠往返于格勒诺布尔和圣安德烈勒加兹之间的区域列车。

### 航空
距离拉科特圣安德烈最近的民用航空站为里昂圣埃克絮佩里机场，距离拉科特圣安德烈市中心的公路里程约53公里。

### 城市公共交通
截至2023年2月，拉科特圣安德烈暂无城市公共交通系统。

## 政治

### 市政内阁

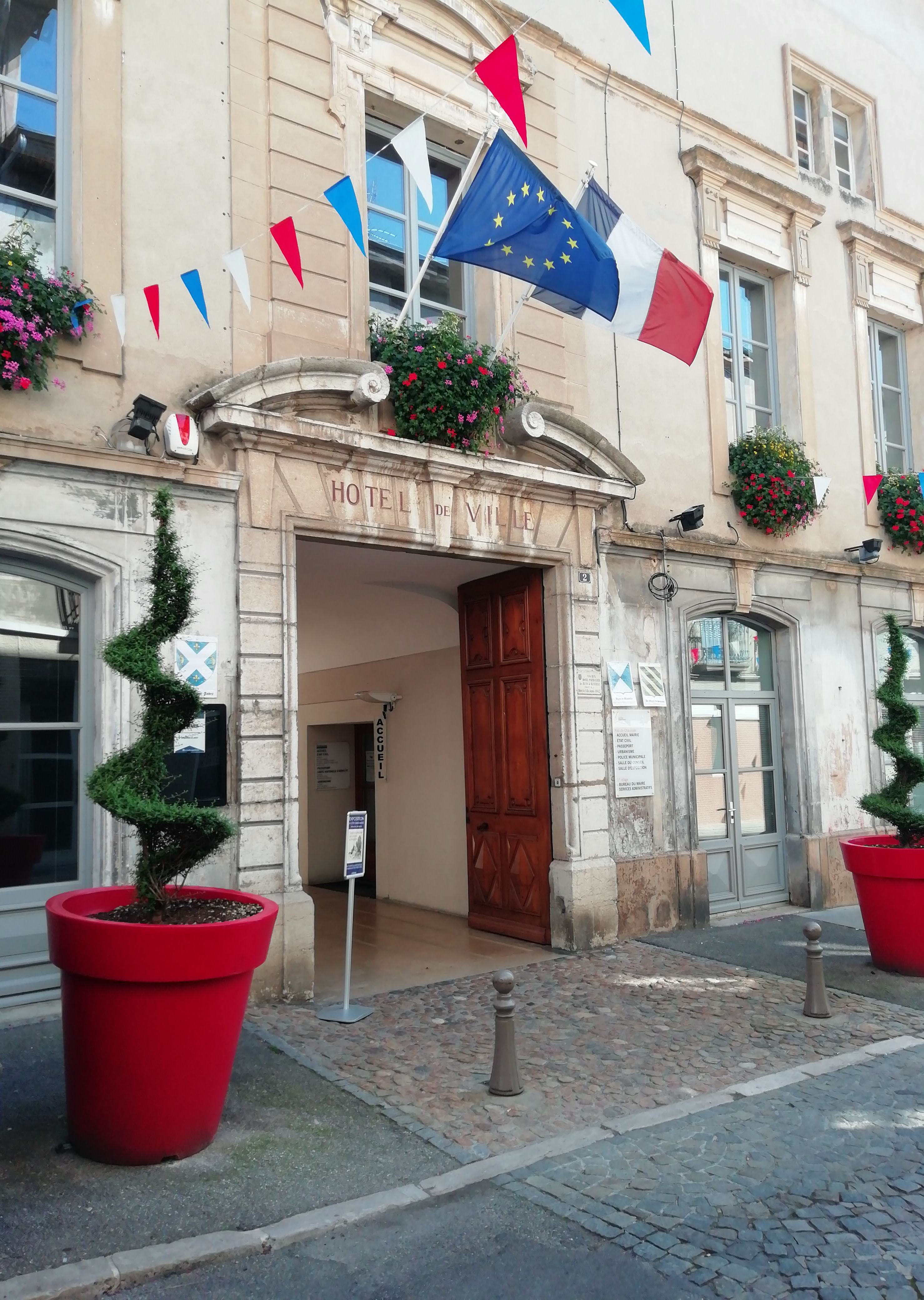
拉科特圣安德烈市政厅

拉科特圣安德烈的现任市长为若埃尔·居隆先生（Joël GULLON），他是一名右翼无党派人士，在2020年的市政选举中获得了64.64%的支持率。
| 拉科特圣安德烈历届市长 | 拉科特圣安德烈历届市长                        | 拉科特圣安德烈历届市长 |
| 任期                   | 市长                                          | 党派                   |
| ---------------------- | --------------------------------------------- | ---------------------- |
| 1944年－1947年         | Jules BERTHIER 朱尔·贝尔蒂耶                  | 不详                   |
| 1947年－1959年         | Henri DU FAYET DE LA TOUR 亨利·迪法耶德拉图尔 | 不详                   |
| 1959年－1961年         | Louis THIOT 路易·蒂奥                         | 不详                   |
| 1961年－1971年         | René PUGIN 勒内·皮然                          | 不详                   |
| 1971年－1983年         | René BERGERET 勒内·贝尔日雷                   | PS社会党               |
| 1983年－1994年         | Christian ABEL 克里斯蒂安·阿贝尔              | 不详                   |
| 1994年－2005年         | Joseph MANCHON 约瑟夫·芒雄                    | DL民主自由             |
| 2005年－2008年         | Annequin DIGOND 阿纳坎·迪贡                   | DVD右翼无党派人士      |
| 2008年－2014年         | Jacky LAVERDURE 雅基·拉韦尔迪尔               | DVG左翼无党派人士      |
| 2014年－               | Joël GULLON 若埃尔·居隆                       | DVD右翼无党派人士      |

### 各级选举
| 拉科特圣安德烈历届投票选举结果 | 拉科特圣安德烈历届投票选举结果 | 拉科特圣安德烈历届投票选举结果 | 拉科特圣安德烈历届投票选举结果 | 拉科特圣安德烈历届投票选举结果     | 拉科特圣安德烈历届投票选举结果 | 拉科特圣安德烈历届投票选举结果 | 拉科特圣安德烈历届投票选举结果     | 拉科特圣安德烈历届投票选举结果 | 拉科特圣安德烈历届投票选举结果 |
| 选举项目                       | 选举范围                       | 选区单位                       | 选区单位内的选举结果           | 选区单位内的选举结果               | 选区单位内的选举结果           | 选区单位内的选举结果           | 选区单位内的选举结果               | 选区单位内的选举结果           | 参考资料                       |
| 选举项目                       | 选举范围                       | 选区单位                       | 第一轮胜出者                   | 第一轮胜出者                       | 支持率                         | 第二轮胜出者                   | 第二轮胜出者                       | 支持率                         | 参考资料                       |
| ------------------------------ | ------------------------------ | ------------------------------ | ------------------------------ | ---------------------------------- | ------------------------------ | ------------------------------ | ---------------------------------- | ------------------------------ | ------------------------------ |
| 2017年法國總統選舉             | 法國                           | 市镇                           |                                | 埃马纽埃尔·马克龙                  | 23.75%                         |                                | 埃马纽埃尔·马克龙                  | 61.84%                         | [ 32 ]                         |
| 2017年法国立法选举             | 伊泽尔省第七选区               | 市镇                           |                                | 莫妮克·利蒙                        | 36.5%                          |                                | 莫妮克·利蒙                        | 53.63%                         | [ 32 ]                         |
| 2019年欧洲议会选举             | 法國                           | 市镇                           |                                | 若尔当·巴尔代拉                    | 26.12%                         | （不适用）                     | （不适用）                         | （不适用）                     | [ 34 ]                         |
| 2021年法国省级选举             | 伊泽尔省                       | 县                             |                                | 让-皮埃尔·巴尔比耶 克莱尔·德博斯特 | 63.34%                         |                                | 让-皮埃尔·巴尔比耶 克莱尔·德博斯特 | 76.35%                         | [ 35 ]                         |
| 2021年法国省级选举             | 伊泽尔省                       | 市镇                           |                                | 让-皮埃尔·巴尔比耶 克莱尔·德博斯特 | 60.42%                         |                                | 让-皮埃尔·巴尔比耶 克莱尔·德博斯特 | 70.35%                         | [ 35 ]                         |
| 2021年法国大区选举             |                                | 市镇                           |                                | 洛朗·沃基耶                        | 48.53%                         |                                | 洛朗·沃基耶                        | 58.9%                          | [ 36 ]                         |
| 2022年法国总统选举             | 法國                           | 市镇                           |                                | 埃马纽埃尔·马克龙                  | 27.31%                         |                                | 埃马纽埃尔·马克龙                  | 54.45%                         | [ 32 ]                         |
| 2022年法国立法选举             | 伊泽尔省第七选区               | 市镇                           |                                | 雅尼克·诺伊德尔                    | 30.68%                         |                                | 雅尼克·诺伊德尔                    | 64.64%                         | [ 32 ]                         |

## 人口
2019年，拉科特圣安德烈市镇人口数量为4,829，在法国排名第2,287位。其中男性2,360人，女性2,469人，75岁及以上人口占10.7%，外籍人口数量为441人，人口密度为173人/平方公里，当地居民被称为（男性）或（女性）。2020年，拉科特圣安德烈境内出生39人，死亡人口81人。
| 拉科特圣安德烈1901年－2020年人口变化情况 |
|                                          |
| 数据来源：Cassini、INSEE                 |

## 经济
拉科特圣安德烈是一个区域性的中心城市。截止2023年2月，拉科特圣安德烈市镇范围内共有各类用人单位（包含自雇）1,023家，平均历史为17年，其中98.9%为中小型企业（PME），2022年12月至2023年2月间，当地的经济活力指数为0.39%。（养殖加工）、（养殖加工）及（餐饮）是当地2021年营业额最高的三个企业，分别为45,488,004欧元、12,038,983欧元和9,052,895欧元。

## 财政与居民收入
2021年，拉科特圣安德烈的财政收入总额为5,081,410欧元，财政支出总额为4,253,480欧元，当年的债务总额为4,568,860欧元。2021年，拉科特圣安德烈市镇通过增值税获得171,320欧元的收入，此外当地还共获得了1,510,060欧元的国家直接财政补助。
2020年，拉科特圣安德烈的人均月收入总额为2,128欧元，其中高级职员为3,815欧元，低于法国平均水平（4,230欧元）；中级职员为2,363欧元，低于法国平均水平（2,411欧元）；普通职员为1,677欧元，亦低于法国平均水平（1,740欧元）。
2019年，拉科特圣安德烈境内的贫困率为16%，青壮年（15至64岁）失业率为14.6%；当地43.5%的家庭拥有纳税资格，平均纳税2,520欧元，低于法国平均水平（3,910欧元）。

## 社会事务

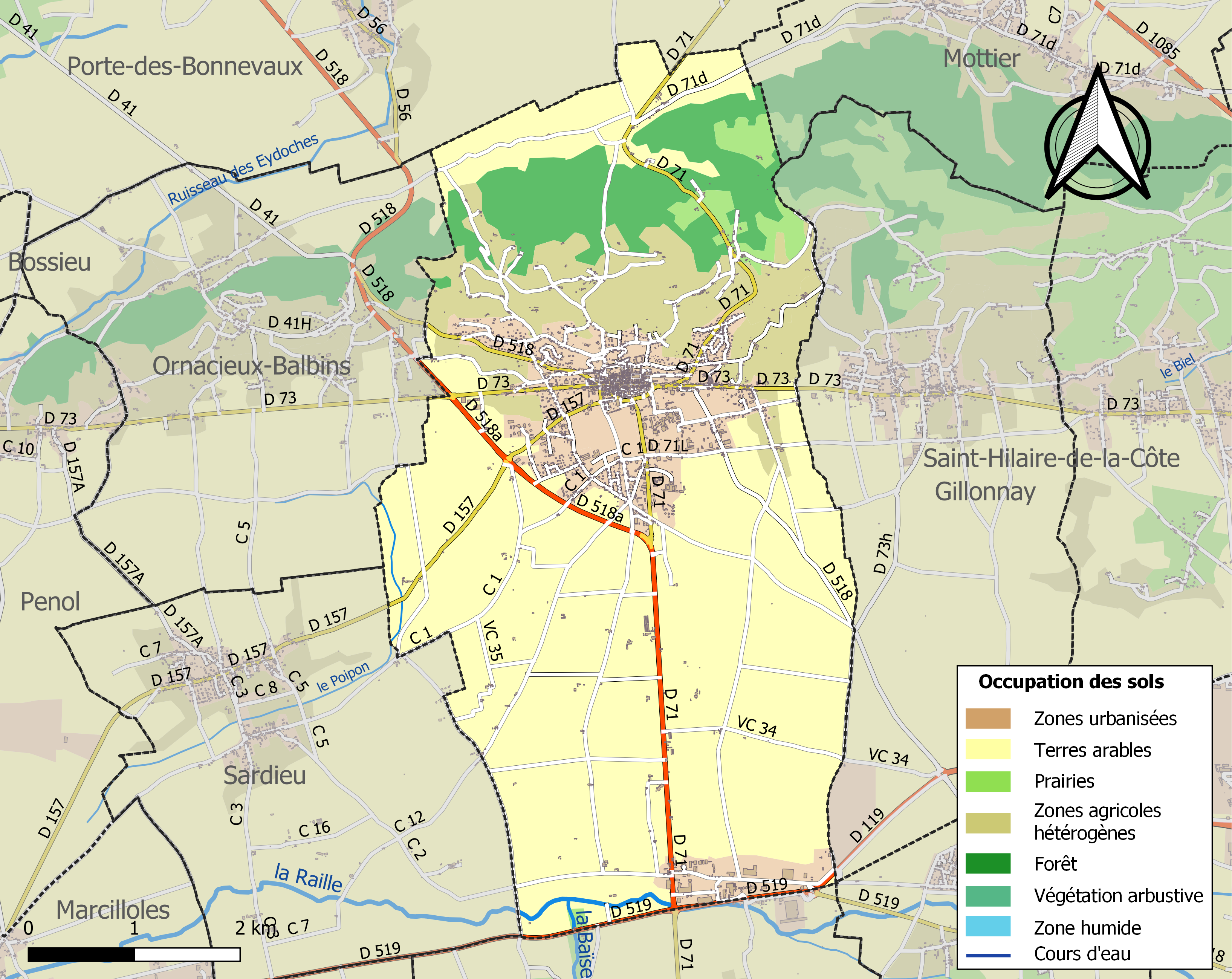
拉科特圣安德烈土地利用情况地图

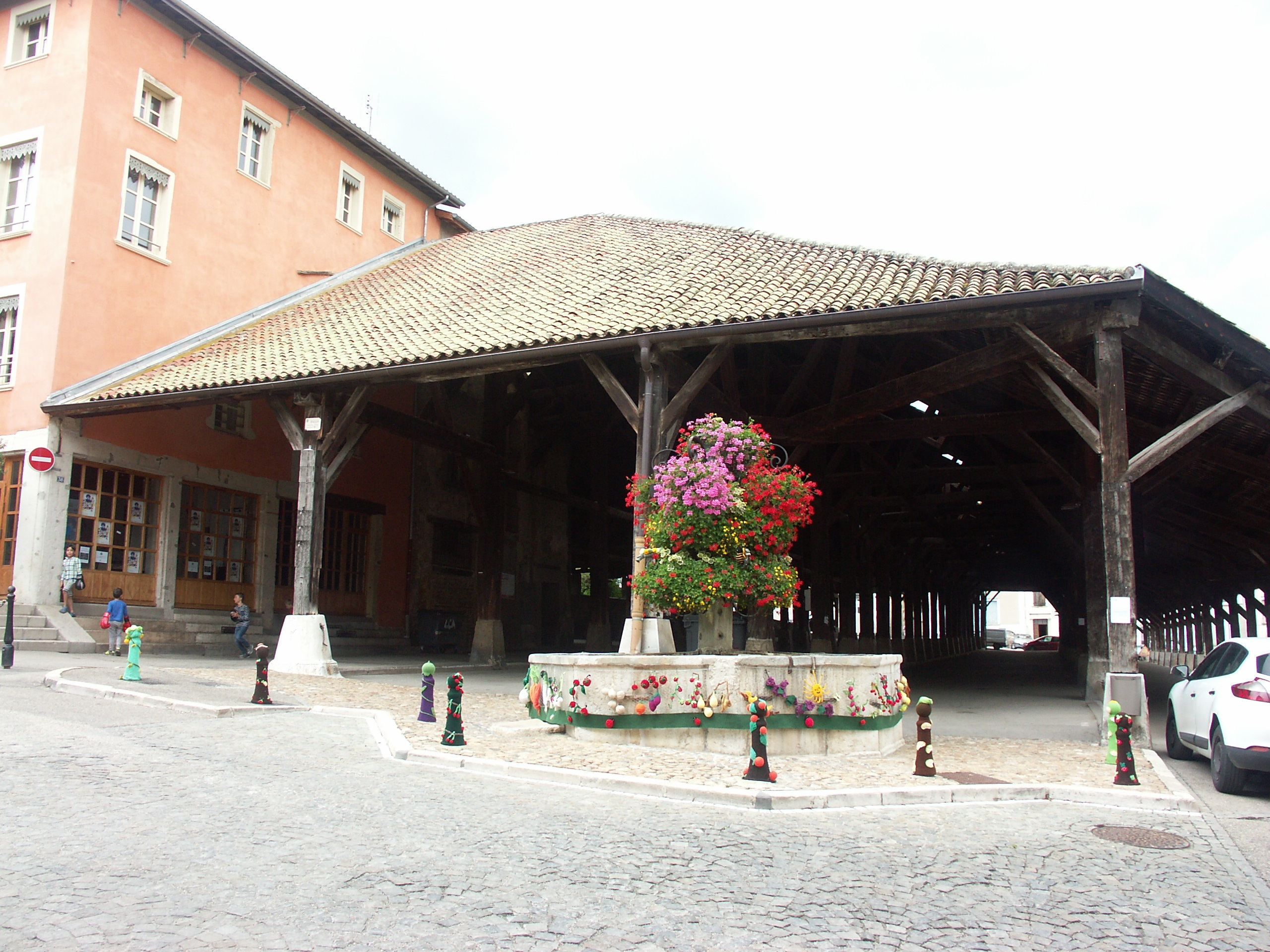
拉科特圣安德烈集市大堂

### 教育
拉科特圣安德烈属于格勒诺布尔学区。截止2021年1月1日，拉科特圣安德烈境内共有3所小学、3所初级中学、2所普通高中、1所农业高中和2所职业高中。2018至2019学年度，拉科特圣安德烈境内共有在校中等教育阶段学生2,780名。

### 医疗
截止2021年1月1日，拉科特圣安德烈境内共有全科医生11名、保健师12名、牙医10名、护士17名、眼科医生1名、助产士2名和儿科医生2名。境内共有药房3家、残疾人帮扶中心1家。
距离拉科特圣安德烈最近的区域性医疗机构为布尔关雅略中心医院（Centre Hospitalier de Bourgoin-Jallieu），其主病区皮埃尔·乌多医院（Hôpital Pierre Oudot）位于布尔关雅略市区西部，距离拉科特圣安德烈市区的正常车程约33分钟，该院设有床位368个，是当地规模最大的公立综合性医院。

### 住房
2019年，拉科特圣安德烈境内共有各类住房2,764套，其中46.6%为独立式居民区，52.9%为集中式居民区。常住房屋占拉科特圣安德烈市镇范围内居民建筑总量的81.4%。
在住房保障政策方面，2021年，拉科特圣安德烈境内共有617户家庭获得了住房经济补助，受益人数占总人口数量的12.8%，其中605份为房租补助。

### 商业
2021年，拉科特圣安德烈境内共有各类实体商铺187家，其中餐厅20家、大型超市4家、杂货店1家、面包房2家、肉铺5家、书店1家、装饰品店3家、银行门店4家、美容美发店11家、汽车维修店11家。市区西部建有Intermarché及Netto购物超市。

### 体育
2021年，拉科特圣安德烈境内共有1家游泳池、3间体育馆、1座综合体育场、2处网球场、3处足球或橄榄球场以及1处篮球或排球场。
截至2023年2月，科特圣安德烈足球俱乐部（Football Cote St André，编号544455）是拉科特圣安德烈境内唯一的一家注册足球俱乐部，该队成立于1982年，其主队2022至2023赛季参加奥弗涅-罗讷-阿尔卑斯大区足球联赛乙组（法国第七级别），其主场为雷米·茹弗雷球场（Stade Rémy Jouffrey）。

### 环境
拉科特圣安德烈的环境事务由其所属的比耶夫尔-伊泽尔市镇公共社区联合各级政府协调负责。2021年，拉科特圣安德烈境内共有5家污染企业。

### 治安
2021年，拉科特圣安德烈市镇范围内共有1处宪兵队。
拉科特圣安德烈及其附近的共87个市镇是维埃纳国家宪兵队（zone gendarmerie de Vienne）的管辖范围。2020年，该宪兵队累计记录各类案件6,399起，其中盗窃类案件3,456起，经济类案件869起，毒品交易类案件265起。

## 文化
2021年，拉科特圣安德烈境内共有2家博物馆。拉科特圣安德烈市区建有多媒体中心，每周二至六向公众开放。

### 建筑
拉科特圣安德烈境内有多处历史建筑，其中圣安德烈教堂、博克索泽勒宫、埃克托·柏辽兹博物馆等为法国国家文物保护单位。

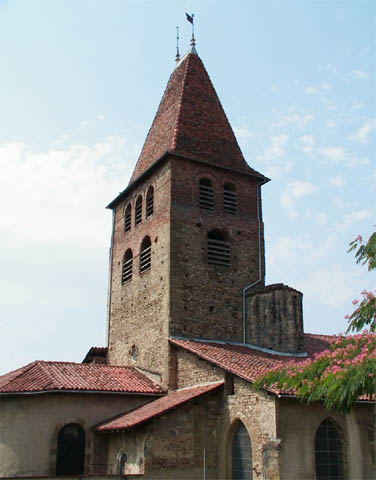
圣安德烈教堂（法语：Église Saint-André de La Côte-Saint-André）
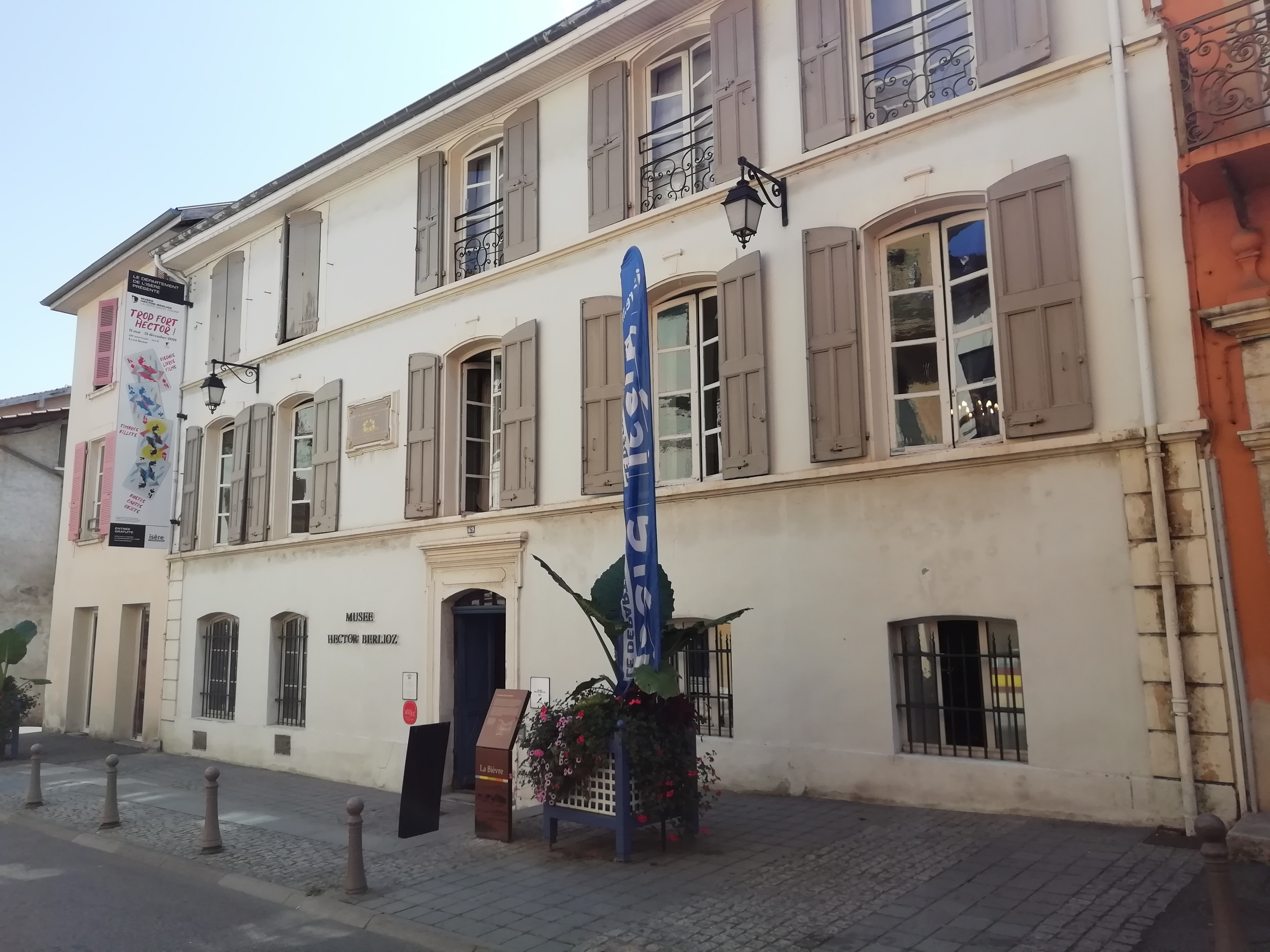
埃克托·柏辽兹博物馆（法语：Musée Hector-Berlioz）
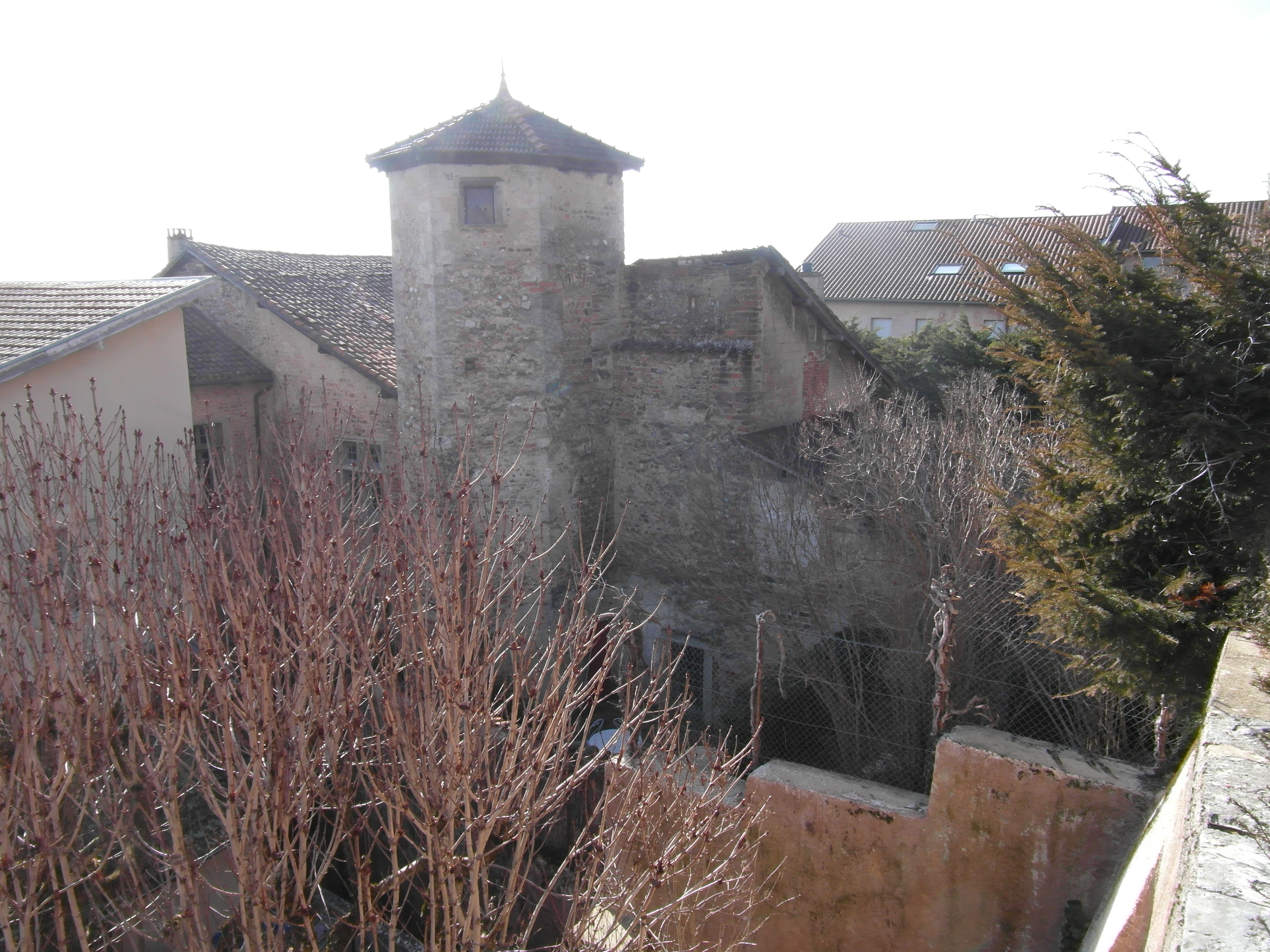
博克索泽勒宫（法语：Hôtel de Bocsozel）
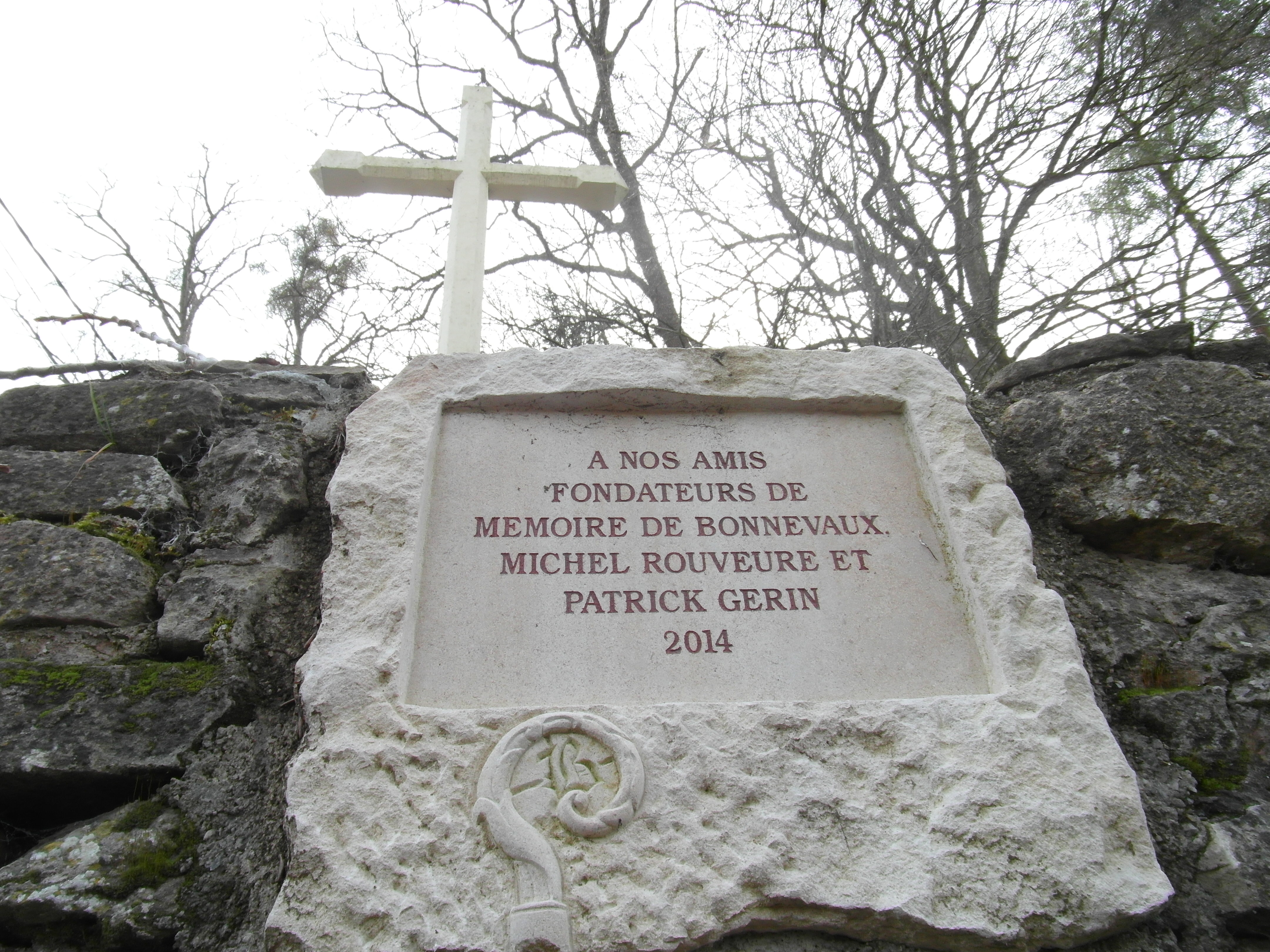
博讷沃修道院（法语：Abbaye de Bonnevaux）遗址
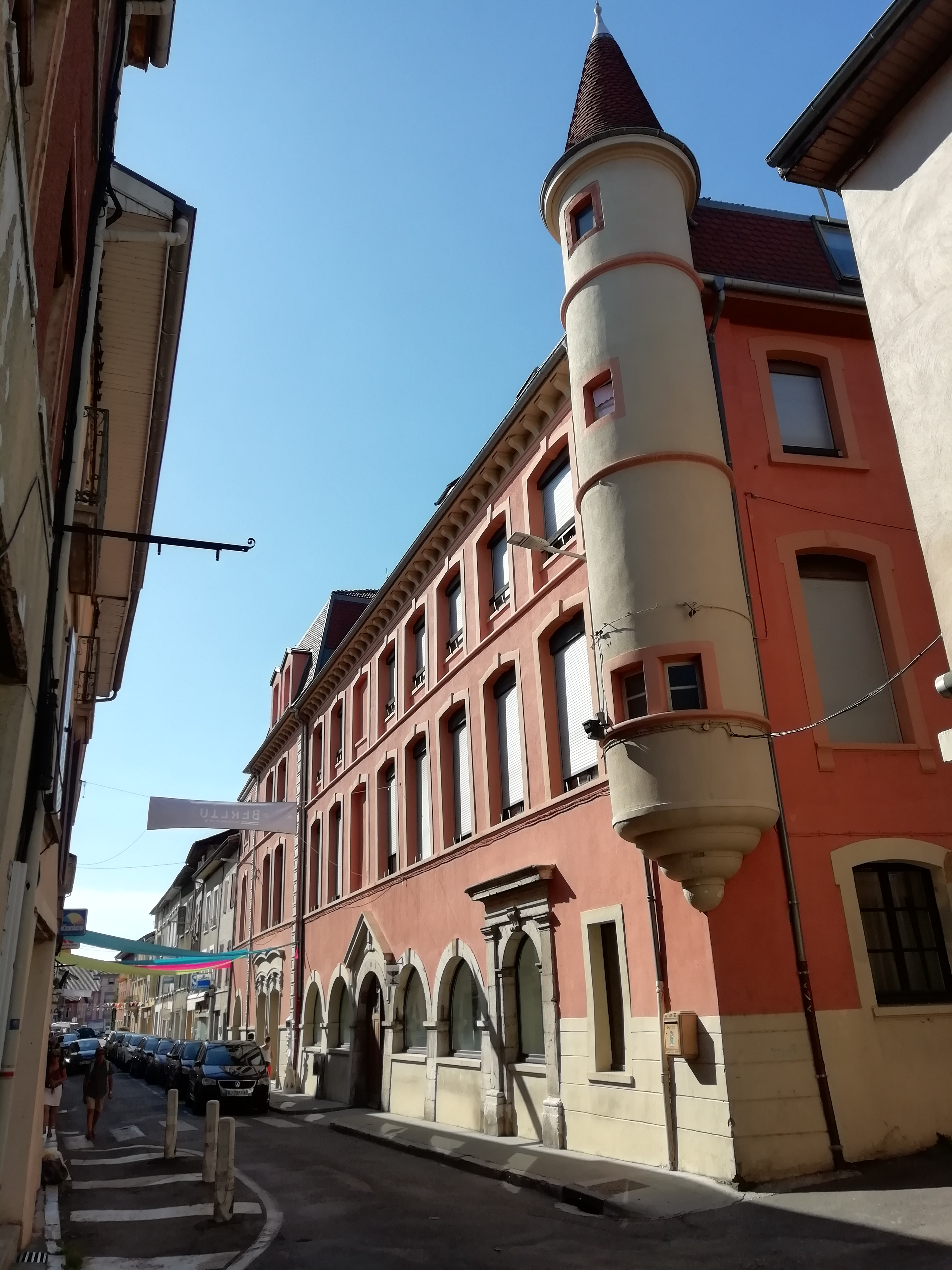
市府街塔楼
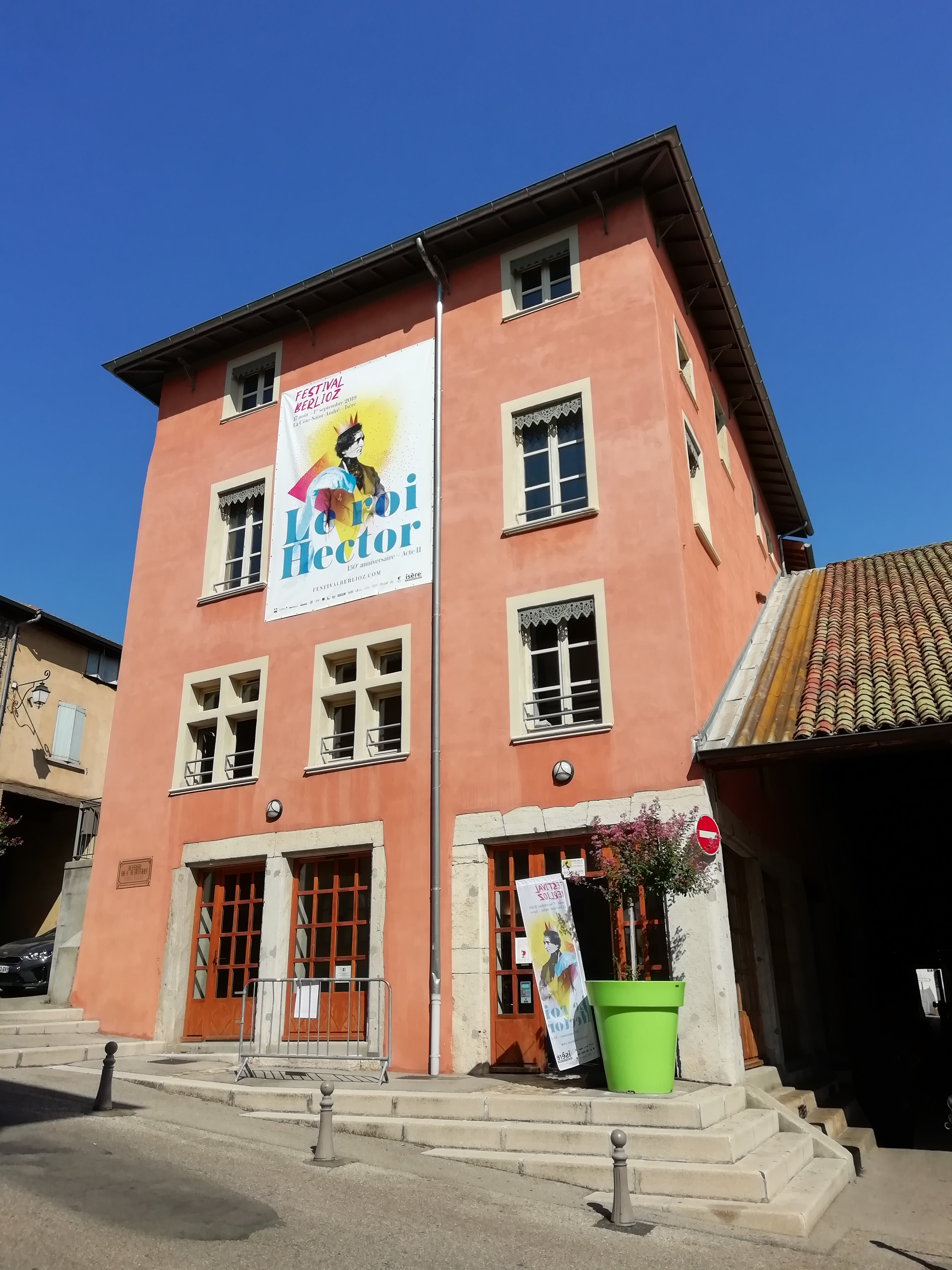
音乐宫
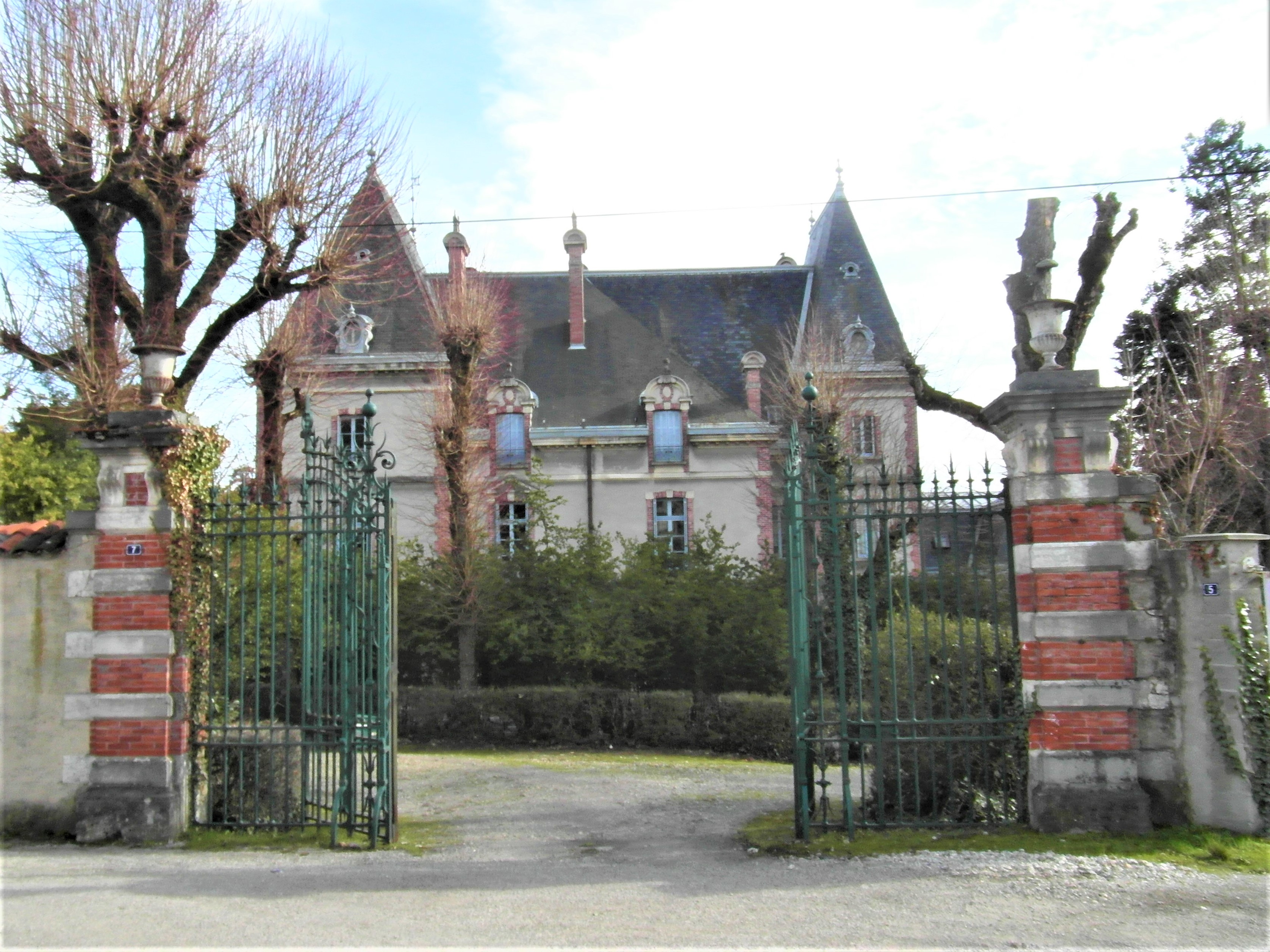
克鲁瓦塞特城堡
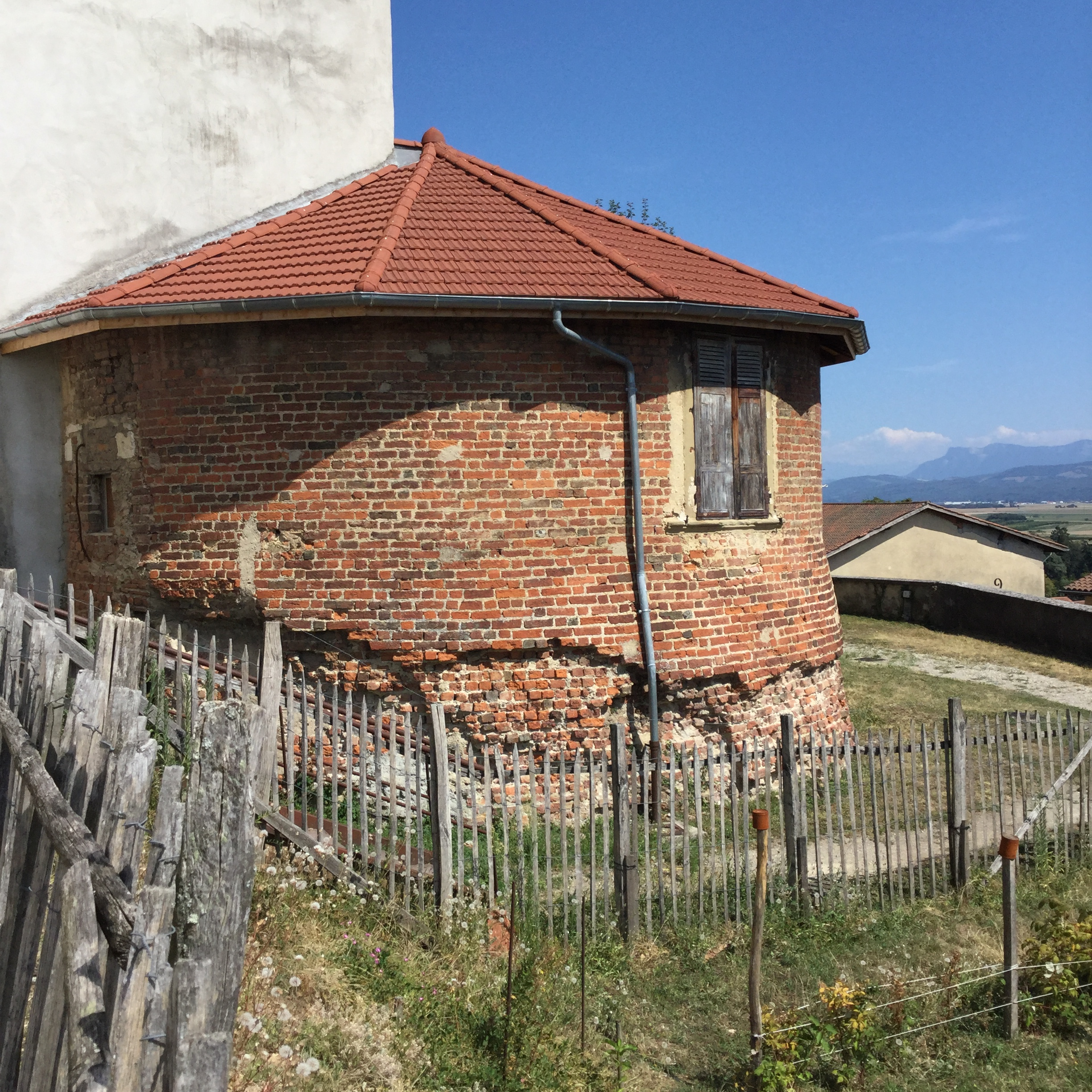
一处碉楼
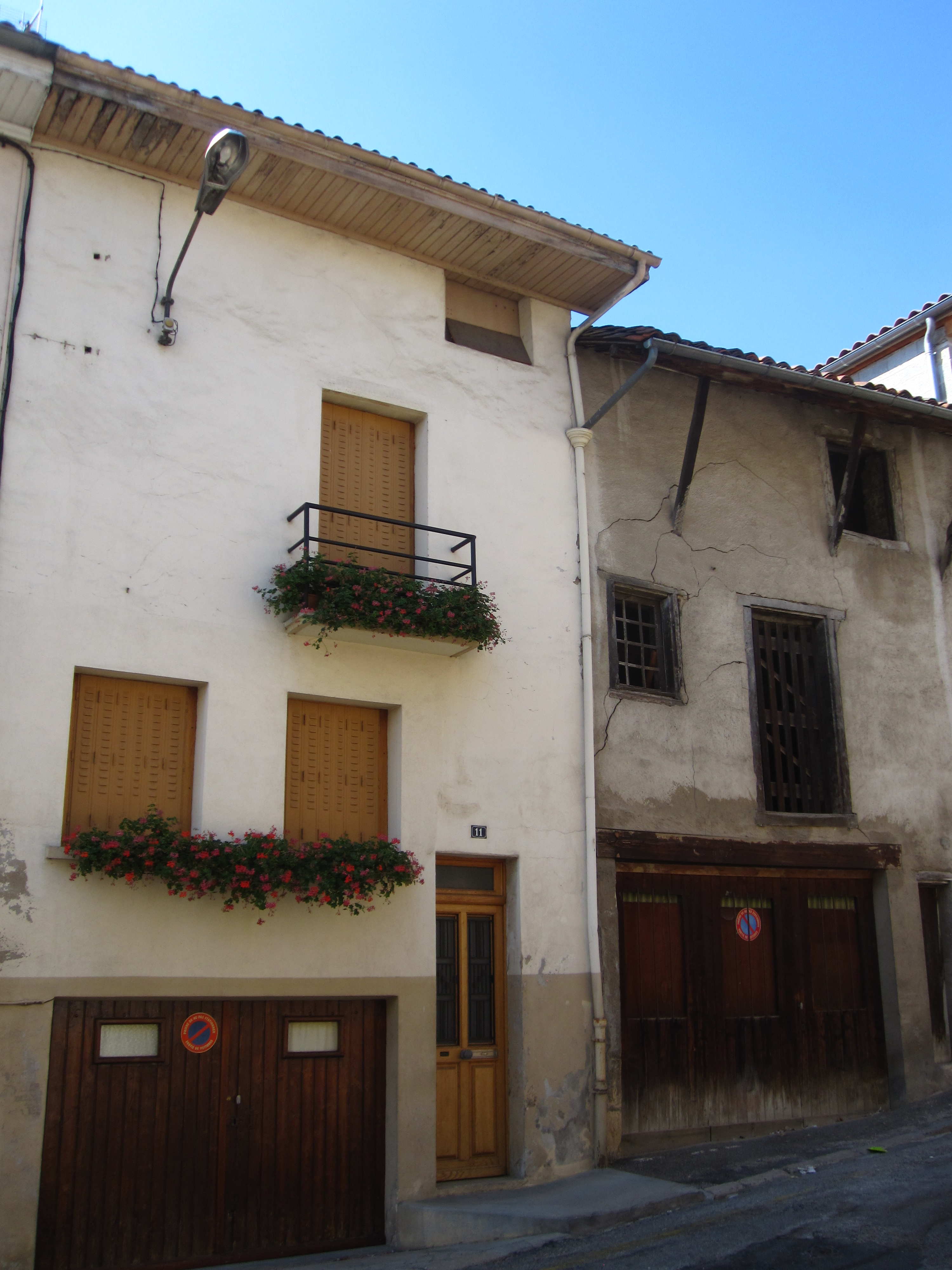
一处民居

### 旅游

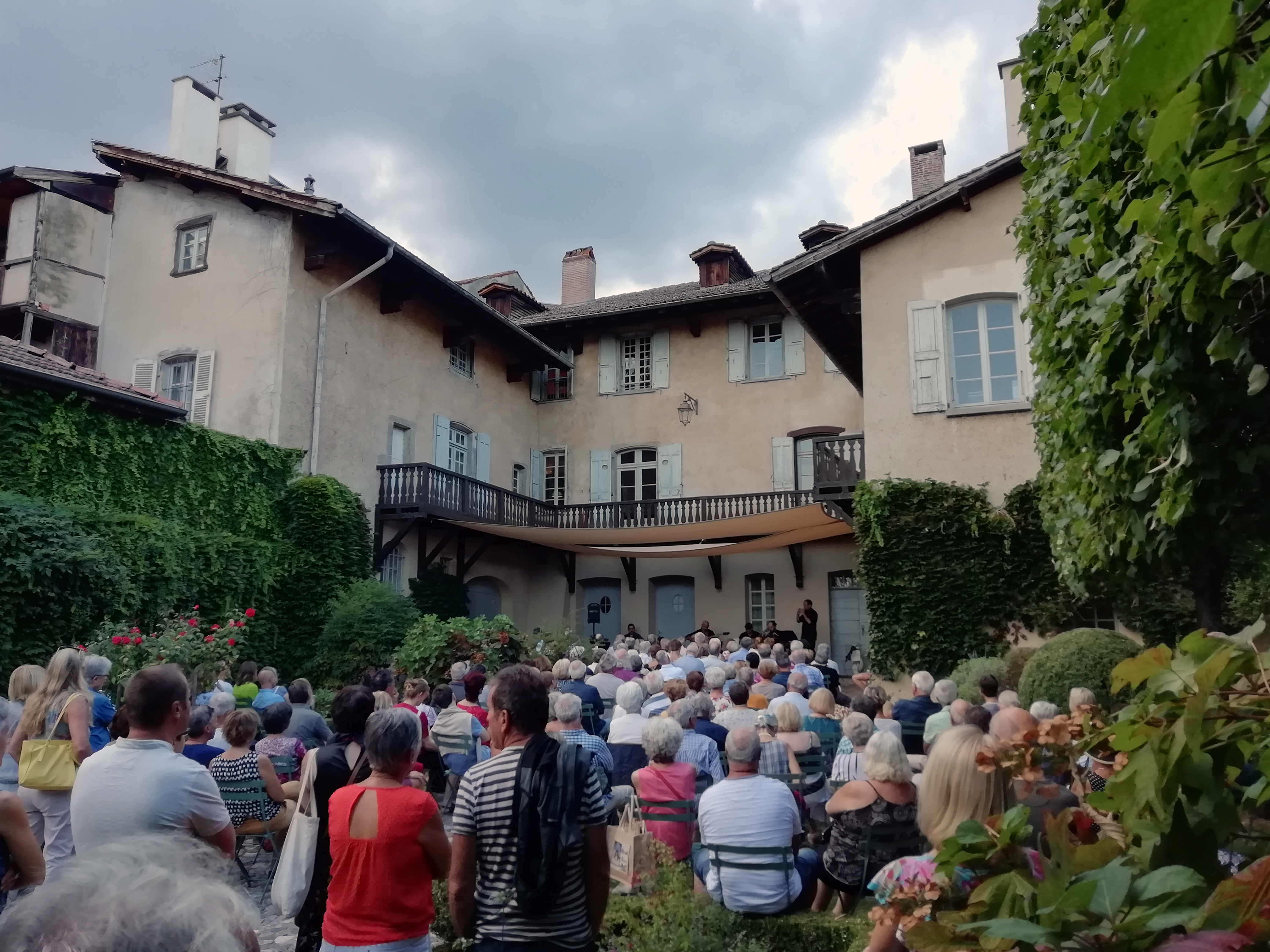
参观柏辽兹故居的游客

拉科特圣安德烈的旅游事务由其所属的比耶夫尔-伊泽尔市镇公共社区负责。2022年，拉科特圣安德烈境内共有2家酒店共计28间房间。

### 媒体
法国主要的媒体均可在拉科特圣安德烈接收，法国电视三台下属的奥弗涅-罗讷-阿尔卑斯大区频道在部分时段播出拉科特圣安德烈所在伊泽尔省的地方新闻。蓝色法兰西伊泽尔广播、Scoop广播、《里昂进步报》、《多菲内自由报》等是当地主要的地方性媒体。

## 相关人物
法国作曲家埃克托·柏辽兹出生于拉科特圣安德烈，其故居现已被开辟为博物馆，自1942年起被列入法国国家文物保护单位。
此外出生于的重要人物还有法国小提琴家让-巴蒂斯特·达沃和田径运动员保罗·热纳韦。荷兰印象派画家约翰·戎金曾长居于拉科特圣安德烈。

## 友好城市
截至2023年2月，拉科特圣安德烈暂未建立任何友好城市关系。